# ASTROLab
Pour les articles homonymes, voir Astrolabe (homonymie).
L'ASTROLab est un musée scientifique situé dans la région du mont Mégantic (Estrie), dans la province de Québec, au Canada. Il est géré par le Parc national du Mont-Mégantic. L'ASTROLab est situé à la base de la montagne et ne doit pas être confondu avec l'Observatoire du Mont-Mégantic, situé en haut de la montagne et géré par le Centre de recherche en astrophysique du Québec.

## Historique
Fondé en 1996 par Bernard Malenfant (d), technicien à l'Observatoire du Mont-Mégantic (OMM), ce centre d'interprétation est passé en 2000 sous la direction du Parc national du Mont-Mégantic.

## Infrastructures
L'ASTROLab est installé dans un bâtiment situé au bas du mont Notre-Dame (l'une des montagnes du massif du Mont-Mégantic), à une minute à pied du poste d'accueil du Parc. Il comporte trois salles d'interprétations, une salle multimédia, ainsi qu'un petit observatoire astronomique, nommé Observatoire Velan, abritant un télescope dont le miroir primaire fait 35,6 cm (14 pouces) de diamètre.

### Observatoire Populaire du Mont-Mégantic

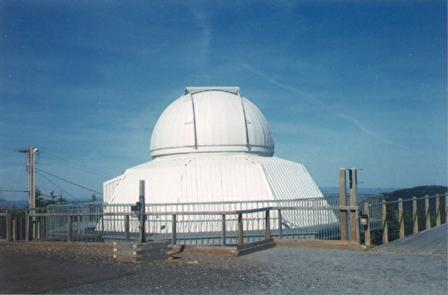
Observatoire Populaire du Mont-Mégantic (été 2001).

Le parc gère également l'Observatoire Populaire du Mont-Mégantic (OPMM), un observatoire astronomique situé au sommet du mont Mégantic, à cinq minutes à pied en contrebas de l'observatoire astronomique professionnel. Cet observatoire abrite un télescope dont le miroir primaire fait 61 cm (24 pouces) de diamètre. La construction de cet observatoire a été possible grâce au don du télescope et du dôme par l'astronome amateur André Saint-Hilaire.

## Activités
Chaque année, des animateurs en astronomie et en milieu naturel s'occupent des différentes activités offertes par l'ASTROLab durant la saison estivale. Ces dernières se divisent en quatre catégories : les activités de jour et de soir ainsi que les activités à la base et au sommet.

### Salles d'interprétations scientifiques

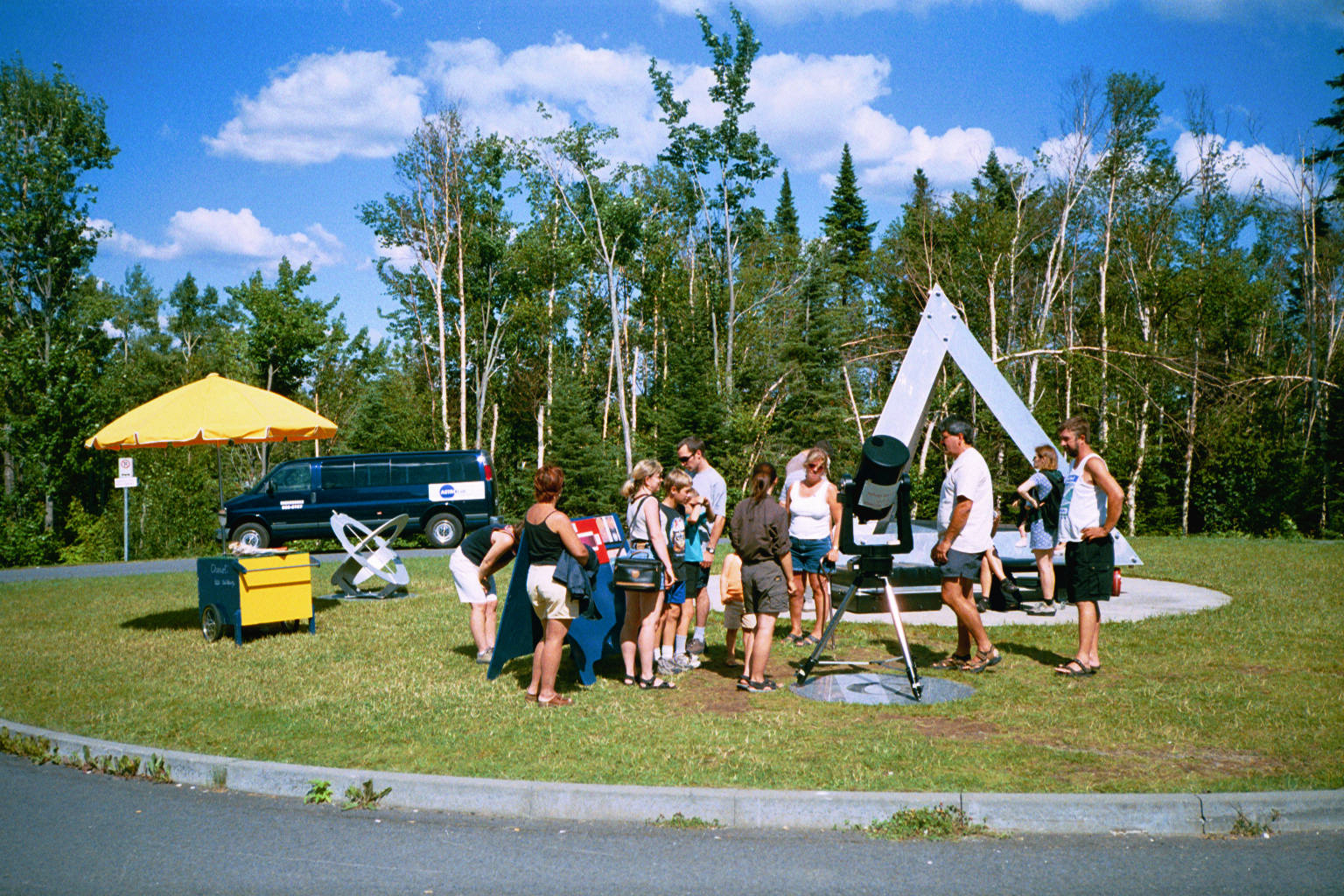
Différentes activités se déroulant sur le terrain faisant face à l'ASTROLab (été 2001).

Les visiteurs de l'ASTROLab sont accueillis par des animatrices et des animateurs scientifiques montrant la faune et la flore présente dans le parc. Ils peuvent aussi s'initier aux bases de la météorologie ou pratiquer l'observation du Soleil à l'aide d'un télescope muni d'un filtre solaire (en).
À l'intérieur, les salles d'interprétations scientifiques peuvent être visitées librement ou dans le cadre d'une visite guidée. Cette dernière est normalement composée d'une visite des salles d'interprétations.

### Visites de l'observatoire du Mont-Mégantic
Ce centre de vulgarisation scientifique offre, en été et le jour, des visites de l'OMM. Le soir, ce dernier est réservé exclusivement au chercheurs, sauf lors du Festival d'astronomie populaire du Mont-Mégantic.

### Soirées d'observations
Selon les saisons et tout au long de l'année, des soirées d'observations astronomiques sont organisées à l'ASTROLab ainsi qu'à l'OPMM. Ces soirées commencent habituellement par une préparation à l'observation qui consiste en un spectacle multimédias présenté par des animateurs. Par la suite, si le temps le permet, le public est invité à faire des observations astronomiques avec les différents télescopes manipulés par le personnel. Si le ciel est couvert, le reste de la soirée se déroule à l'intérieur où les animateurs présentent différentes activités astronomiques.

### Festival d'astronomie
Initié par Bernard Malenfant en 1983, le Festival d'astronomie populaire du Mont-Mégantic a lieu à chaque année. Ce festival est la seule occasion pour le public d'avoir accès au télescope de l'OMM, auquel on installe un oculaire pour l'occasion.

### Groupes scolaires et sociaux
L'ASTROLab reçoit régulièrement des groupes scolaires et sociaux (touristes, associations, groupes privés, etc.). Les activités sont organisées sur mesure avec les responsables de ces groupes.

## Réserve internationale de ciel étoilé du Mont-Mégantic (RICEMM)
Lorsque l'Observatoire du Mont-Mégantic a ouvert ses portes en 1978, la brillance du ciel de la région était estimée à environ 25 % supérieure à son état naturel, ce qui était suffisant pour assurer l'efficacité du télescope, qui est très sensible à la lumière. Vingt ans plus tard, avec le développement urbain environnant, la brillance a doublé, s'élevant à 50 % de plus que sa valeur naturelle. En conséquence, la qualité des observations astronomiques est affectée, sans compter que les soirées d'astronomie organisées pour le public à la base de la montagne s'en voyaient également compromises.
L'ASTROLab a donc organisé et piloté un vaste projet de lutte contre la pollution lumineuse en 2002 avec la collaboration de l'OMM et du Parc national du Mont-Mégantic. Un plan d'action est élaboré sur trois axes, :
1. La sensibilisation, pour informer la population et les décideurs de la problématique;
2. La réglementation, pour pérenniser les protections mises en place;
3. La conversion, qui vise à transformer l'éclairage urbain et l'orienter vers une efficacité supérieure tout en évitant le gaspillage.

En 2005, la MRC du Granit adopte une réglementation pour encadrer l'éclairage urbain, imitée quelques mois plus tard par la région du Haut-Saint-François, où se trouve l'OMM, puis par la ville de Sherbrooke. C'est ainsi que se met en branle une importante opération de conversion des luminaires publics et privés (résidences, industries, institutions et commerces inclus) avec l'aide d'Hydro-Québec, ce qui est une première mondiale pour l'élaboration d'une réserve de ciel étoilé. Les résultats sont probants : après la conversion d'environ 3 300 luminaires dans 17 municipalités environnant le mont Mégantic, la pollution lumineuse a été réduite de 35 %,.
C'est le 21 septembre 2007 que la Réserve internationale de ciel étoilé du Mont-Mégantic est officiellement créée et reconnue par l'International Dark Sky Association lors d'un colloque international organisé au mont Mégantic. C'est la toute première réserve internationale de ciel étoilé à voir le jour. Cet organisme est une figure d'autorité reconnue pour sensibiliser et conserver les cieux étoilés à travers le monde.
Depuis, des mesures de la brillance du ciel ont été relevées depuis le sommet du mont Mégantic afin de surveiller la qualité du ciel nocturne en relation avec le développement urbain et les efforts continus de réduction de la pollution lumineuse de la région. La comparaison de mesures effectuées lors de la certification avec celles faites dix ans plus tard a montré que la pollution lumineuse n’a pas augmenté de manière mesurable, alors que celle-ci est connue pour avoir augmenté globalement ailleurs dans le monde,,.